# Бьёрнстранд, Гуннар
Гуннар Бьёрнстранд (швед. Gunnar Björnstrand), настоящее имя Кнут Гуннар Юханссон (швед. Knut Gunnar Johansson; 13 ноября 1909, Стокгольм — 26 мая 1986, там же) — шведский актёр.

## Биография
Кнут Гуннар Юханссон родился 13 ноября 1909 года в Стокгольме, в семье шведского актёра Оскара Юханссона. Кнут Гуннар ещё в самом детстве хотел стать актёром, как его отец, но прежде чем им стать, Кнут работал помощником в пекарне, подрабатывал в парикмахерской, а также иногда работал в порту. Только после военной службы Юханссон получил свою первую актёрскую роль (1931).
Осенью 1933 года Гуннар был принят в Королевский Драматический Театр в Стокгольме, там он обучался актёрскому мастерству с Ингрид Бергман и Сигне Хассо. Там же он повстречал свою будущую жену Лилли Лундаль, они поженились 6 ноября 1935 года.
Бьёрнстранд стал известен благодаря съёмкам во многих фильмах режиссёра Ингмара Бергмана, в частности, исполнил главные роли в фильмах «Урок любви» (1954), «Улыбки летней ночи» (1955), «Сквозь тусклое стекло» (1961), «Причастие» (1962). Всего снялся более чем в ста восьмидесяти фильмах.

## Фильмография
- 1944 — Травля / Hets
- 1946 — Дождь над нашей любовью / Det regnar på vår kärlek
- 1948 — Музыка в темноте / Musik i mörker
- 1952 — Женщины ждут / Kvinnors väntan
- 1953 — Вечер шутов / Gycklarnas afton
- 1954 — Урок любви / En lektion i kärlek
- 1955 — Женские грёзы / Kvinnodröm
- 1955 — Улыбки летней ночи / Sommarnattens leende (номинация на премию BAFTA лучшему зарубежному актёру)
- 1957 — Седьмая печать / Det Sjunde Inseglet
- 1957 — Ночной свет / Nattens ljus
- 1957 — Земляничная поляна / Smultronstället
- 1958 — Лицо / Ansiktet
- 1960 — Око дьявола / Djävulens öga
- 1961 — Сквозь тусклое стекло / Såsom i en spegel
- 1961 — Сад удовольствия / Lustgården
- 1962 — Причастие / Nattvardsgästerna
- 1966 — Персона / Persona
- 1967 — Красная мантия
- 1968 — Стыд / Skammen
- 1969 — Ритуал / Riten
- 1976 — Лицом к лицу / Ansikte mot ansikte
- 1978 — Осенняя соната / Höstsonaten
- 1982 — Фанни и Александр / Fanny och Alexander

## Признание
Премия Золотой жук (1983).